# Dom Stanisława Borka na Wawelu
Dom Stanisława Borka – budynek Wzgórza Wawelskiego  zbudowany po 1551 r. dla (jak sugeruje nazwa) kanonika Stanisława Borka – dyplomaty, sekretarza Zygmunta I Starego. Później budynek przekazano wikariuszom katedralnym. Z widoku autorstwa Jana Nepomucena Głowackiego wynika, że budynek posiadał trzy nadziemne kondygnacje i renesansową attykę. Dość zrujnowany, został zburzony około 1848 roku w celu stworzenia m.in. placu dla ćwiczeń wojsk austriackich. Po budynku pozostało przyziemie, wchodzące w skład rezerwatu archeologicznego Wawel Zaginiony.

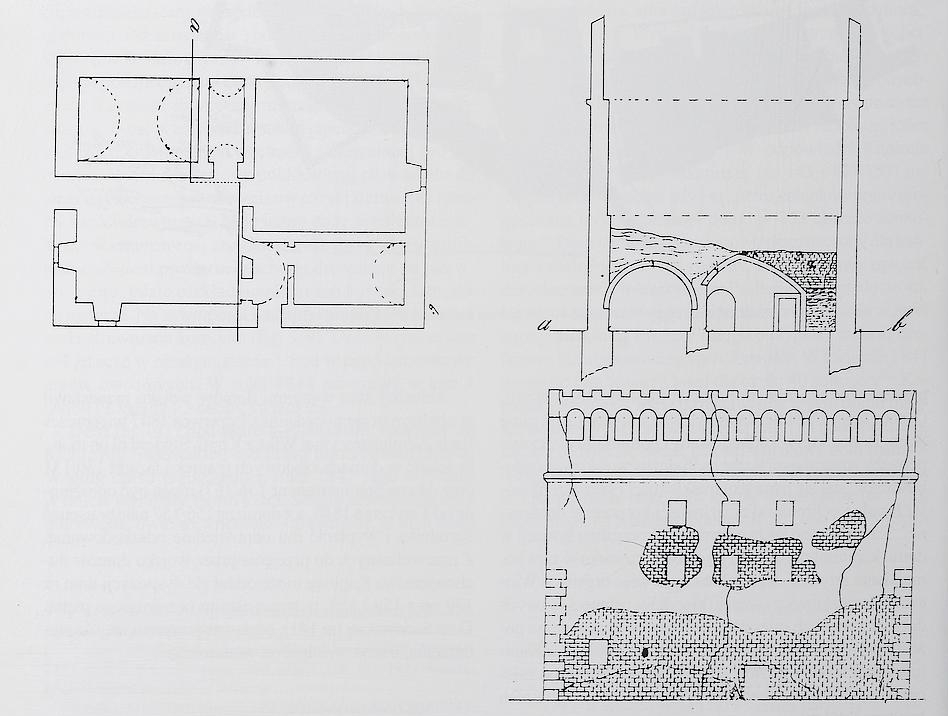
Sporządzony w 1848 roku rysunek elewacji, przekroju i planu Domu Borka.
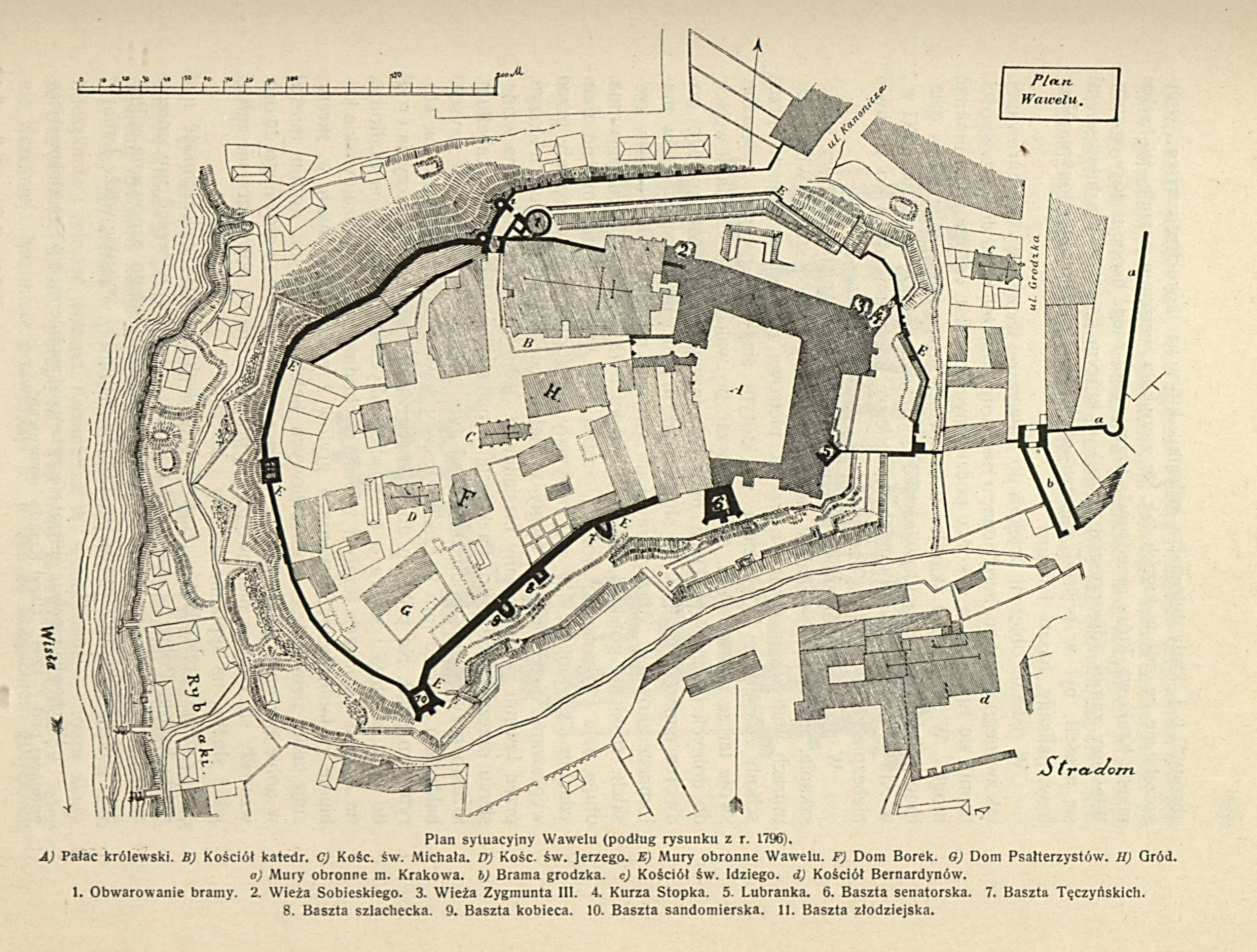
Dom Borka oznaczony literą F na planie zabudowy wzgórza w roku 1796, przed przebudową przez armię austriacką